# Batalla de Chiatung
La batalla de Chiatung (11 de octubre de 1895) fue un enfrentamiento importante durante la invasión japonesa de Taiwán (1895). La batalla fue una victoria japonesa.

## La batalla
La batalla tuvo lugar durante la fase final de la campaña, en la que los japoneses avanzaron en Tainan con tres columnas separadas. La columna meridional del teniente general Nogi, compuesta por 6.330 soldados, 1.600 coolies militares y 2.500 caballos, desembarcó en Fangliao el 10 de octubre de 1895. La columna enfrentó a una fuerza de milicianos de Formosa en Ka-tong-ka (Jiadong de hoy en día) el 11 de octubre. La batalla fue una victoria japonesa, pero los japoneses sufrieron las mayores bajas de combate de la campaña en el enfrentamiento: 16 hombres muertos y 61 heridos. Tres oficiales estaban entre las víctimas.

La siguiente descripción de la batalla fue dada por James W. Davidson:
Dos compañías de infantería también fueron enviadas a lo largo del camino de la playa, pero al no encontrar al enemigo en esa dirección, marcharon hacia Ka-tong-ka. Al llegar cerca del pueblo a la mañana siguiente, lo encontraron rodeado por un muro bajo de piedra en forma de bucle para disparar con rifle. Varios cañones hicieron del lugar una fortaleza formidable, y, después de que los japoneses habían rodeado la aldea, la obstinada resistencia hecha por los chinos demostró que estos últimos tenían la intención de aprovechar al máximo su posición. Un cuerpo de agua, que casi rodeaba la aldea, impedía enormemente a los japoneses atacar a corta distancia, y el enemigo estaba tan bien protegido que solo era un desperdicio de municiones disparar desde la distancia. Los japoneses hicieron varios cargos inútiles con una pérdida considerable de vidas antes de que un comandante de batallón y una compañía lograran obtener una entrada a través de una de las puertas, aunque no sin pérdida, y prendieron fuego a algunas de las casas. Un fuerte viento que soplaba en la dirección correcta llevó las llamas rápidamente hacia los chinos, que estaban haciendo una fuerte defensa. Ahora solo tenían una oportunidad abierta para ellos, salir al campo abierto y enfrentar a los japoneses, pero esto no les importaba. Con el crepitar del bambú, la caída de las casas, el terrible rugido del fuego mientras se acercaba cada vez más a los valientes y horrorizados valientes, a quienes ahora se unían otros expulsados de las casas en las que habían buscado refugio, la escena. se convirtió en uno de intensa emoción. Se escucharon los gritos de los chinos por encima del alboroto, y los pobres miserables se agacharon cada vez más cerca del muro de piedra, aprovechando pozos o árboles y arbustos que ya ardían, para protegerse del sofocante calor de la conflagración. Por fin no pudieron soportarlo más, y con un grito de terror se arrojaron sobre la pared e hicieron una loca carrera por el matorral y la jungla hacia el norte. Muchos se cayeron por cierto, pero la mayoría logró escapar.
Este asunto fue grave para los japoneses, que perdieron 77 hombres (16 muertos y 61 heridos), incluidos tres oficiales, con mucho, la pérdida más grande hasta ahora sufrida por ellos en Formosa. Se encontraron setenta cuerpos de chinos, y probablemente algunos otros fueron consumidos por las llamas. Doce cañones, varios rifles y algunas municiones cayeron en manos de los japoneses. Los chinos que participaron en este compromiso no eran Banderas Negras, sino que estaban compuestos totalmente por gravámenes nativos.